# Mihail Nyikolajevics Gresnov
Mihail Nyikolajevics Gresnov, oroszul: Михаил Николаевич Грешнов (Gyacskino, 1916. június 5. – Anapa, 1991. április 7.) orosz tudományos-fantasztikus író.

## Élete
Apja tanár volt. 1933-ban a Kamenszt-Sahtyinszkiji gyári iskolában kezdte meg tanulmányait, ezután egy mozdonygyárban volt lakatos, majd a Rosztovi Egyetemen tanult. Később, 1938-ban a Leningrádi Egyetemre is beiratkozott, de tanulmányait megszakította, s 1940-től 1947-ig a Bajkálontúli határterület és Burjátföld iskoláiban volt tanár. A kelet-oroszországi munka befejezése után a Krasznodari határterületre költözött, ahol vidéki iskolákban volt előbb tanár, majd igazgató. 1958-ban levelező szakon szerzett diplomát a Krasznodari Pedagógiai Intézetben. 1986-ben feleségével együtt egy házat vett Anapában, ahol utolsó éveit töltötte. Hosszan tartó szívbetegség miatt hunyt el. 
Irodalmi pályafutását az 1950-es évek végén kezdte, első novellái a Krasznodari határterület és Sztavropol lapjaiban jelentek meg. Első nyomtatásban megjelent műve a Три встречи című realista novella, első tudományos-fantasztikus műve pedig a Золотой лотос című elbeszélés volt. Munkásságát a 20. század 1970-es – 1980-as évek szovjet fantasztikus irodalmának jellegzetes témái jellemzik: találkozások földönkívüliekkel, ősállatokkal (beleértve a mamutokat is), ősemberekkel (neandervölgyiek), új technológiák bemutatása (például a föld mélyében a magmában mozogni képes jármű), űrutazás. Gresnov műveinek java része a korabeli szovjet irodalomra jellemző szocialista realista műfajban íródott. Gresnov a fantasztikus írásokon kívül több realista, hagyományos prózagyűjteményt is publikált.

## Magyarul megjelent művei
- Masa (elbeszélés, Metagalaktika 2., 1981)
- ELTD-73 (elbeszélés, Galaktika 39., 1980)
- Szezám, tárulj! (elbeszélés, Galaktika 70., 1986; utánközlés: Galaktika 244., 2010)
- Sörétszem (elbeszélés, Galaktika 73., 1986)
- A "Kerüld el” forrás (elbeszélés, Galaktika 76., 1987)

## Fordítás
- Ez a szócikk részben vagy egészben  a(z)   Грєшнов Михайло Миколайович című ukrán Wikipédia-szócikk ezen változatának fordításán alapul.  Az eredeti cikk szerkesztőit annak laptörténete sorolja fel. Ez a jelzés csupán a megfogalmazás eredetét és a szerzői jogokat jelzi, nem szolgál a cikkben szereplő információk forrásmegjelöléseként.